# Keningau
Keningau est une ville de l'État Sabah en Malaisie dans l'ile de Bornéo. La ville, qui est située dans l'intérieur des terres à l'ouest de l'état à 120 kilomètres au sud de la capitale Kota Kinabalu compte 5 565 habitants en 2010. Keningau est la capitale du district de Keningau. La ville est l'une des plus anciennes agglomérations de Sabah. Elle se trouve entre les bourgs de Tambunan et de Tenom. Elle est peuplée majoritairement par des ressortissants des ethnies Murut et Dusun. On y trouve également des chinois Hakka et des immigrants philippins et indonésiens travaillant sur les nombreuses plantations du district. Keningnau tire son nom de l'appellation locale du Cannelier de Ceylan dont l'écorce fournit la cannelle et qui était exploité dans la région par la British North Borneo Company.